# مانانا کوچلادزه
مانانا کوچلادزه (متولد ۱۹۷۲) زیست‌شناس و طرفدار محیط زیست گرجی است. وی برای فعالیتهای زیست محیطی خود، به ویژه در مورد خطوط لوله انتقال نفت از طریق مناطق آسیب‌پذیر، در سال ۲۰۰۴ جایزه محیط زیست گلدمن را دریافت کرد. وی در سال ۱۹۹۰ سازمان غیردولتی جایگزین سبز را تأسیس کرد.